# Prostopływce
Prostopływce (Orthonectida) – typ morskich zwierząt bezkręgowych mikroskopijnej wielkości, pasożytujących na innych bezkręgowcach. Obejmuje około 20 gatunków o uproszczonej budowie wewnętrznej i skomplikowanym cyklu rozwojowym. Tradycyjnie zaliczane były wraz z rombowcami do typu Mesozoa. Badania genetyczne wykazały, że nie są z nimi blisko spokrewnione. Ich pozycja filogenetyczna nie została dotychczas ustalona. Badania morfologii i cyklu życiowego sugerują zaliczenie ich do zwierząt o bruzdkowaniu spiralnym (Spiralia).
Prostopływce są pasożytami na ciałach wieloszczetów, małżów oraz innych morskich bezkręgowców.
Cykl życiowy prostopływców obejmuje zarówno rozmnażanie bezpłciowe, jak i płciowe. Zapłodnione jaja rozwijają się w urzęsione larwy, które dostają się do ciał gospodarzy i rozwijają na drodze bezpłciowych podziałów w plazmodia. Z tych powstają w końcu dorosłe osobniki, które opuszczają organizm żywiciela. Samce zapładniają wtedy samice, a z jaj wyrasta kolejne pokolenie larwalne.
Orzęsione, dojrzałe osobniki pływają w linii prostej, stąd nazwa tych zwierząt.
Naukowcy wyróżniają wśród prostopływców jeden rząd, w którym umieszczają dwie rodziny:
- rząd: Plasmodigenea
  - rodzina: Rhopaluridae
    - rodzaj: Ciliocincta (3 gatunki)
    - rodzaj: Intoshia (5 gatunków)
    - rodzaj: Rhopalura (12 gatunków, w tym 4 gatunki incertae sedis )
    - rodzaj: Stoecharthrum (4 gatunki)

  - rodzina: Pelmatosphaeridae
    - rodzaj: Pelmatosphaera (1 gatunek: P. polycirri)